# خورشیدگرفتگی ۲۷ دسامبر ۲۰۶۵
خورشیدگرفتگی ۲۷ دسامبر ۲۰۶۵ (به انگلیسی: Solar eclipse of December 27, 2065) یک  (خورشیدگرفتگی) از نوع خورشیدگرفتگی جزئی است. این خورشیدگرفتگی در تاریخ ۲۷ دسامبر ۲۰۶۵ میلادی (‎۷ دی ۱۴۴۴ خورشیدی) روی خواهد داد که زمان اوج آن، ساعت ۸:۳۹:۵۶ به‌وقت ساعت هماهنگ جهانی است.